# Afrikanische Kommission der Menschenrechte und der Rechte der Völker
Die  Afrikanische Kommission der Menschenrechte und der Rechte der Völker (englisch African Commission on Human and Peoples' Rights, ACHPR) ist eine supranationale Organisation mit der Aufgabe, die Menschenrechte und die Rechte von ethnischen Gruppen auf dem afrikanischen Kontinent zu fördern und zu schützen.
Ursprünglich handelte es sich um ein Büro der Organisation für Afrikanische Einheit (OAU), nach der Umwandlung der OAU in die Afrikanische Union (AU) im Juni 2002 gehört die Kommission zu deren Zuständigkeitsbereich. Die Kommission entstand durch das Inkrafttreten der Afrikanischen Erklärung der Menschenrechte und der Rechte der Völker am 21. Oktober 1986, die bereits am 27. Juni 1981 von der OAU angenommen worden war. Die ersten Mitglieder der Kommission wurden auf der 23. Versammlung der Staats- und Regierungschefs im Juni 1987 ernannt. Am 2. November desselben Jahres trat die Kommission erstmals zusammen. Zunächst war die Kommission zusammen mit dem Sekretariat der OAU in Addis Abeba (Äthiopien) untergebracht, im November 1989 bezog sie dann ihre eigenen Räumlichkeiten in Banjul (Gambia).

## Zusammensetzung
Die Kommission setzt sich aus elf Mitgliedern zusammen, die in geheimer Wahl durch die Versammlung der Staats- und Regierungschefs der OAU bzw. der AU gewählt werden. Diese Mitglieder, die auf sechs Jahre gewählt sind und wiedergewählt werden können, sollen „ausgewählt werden aus den afrikanischen Persönlichkeiten mit der besten Reputation, bekannt für ihre hohen moralischen Standards, ihre Integrität, ihre Unparteilichkeit und ihre Kompetenz in Fragen der Menschenrechte und der Rechte der Völker.“ (Artikel 31 der Charta in nicht-offizieller Übersetzung). Dabei sollen Personen mit juristischer Erfahrung bevorzugt werden. So waren bis 1995 die ersten sechzehn Kommissare Juristen. Bei der Ausübung ihrer Pflichten genießen die Kommissare die in der Allgemeinen Konvention der OAU über Vorrechte und Immunitäten vorgesehenen Vorrechte und Immunitäten (Art. 43). Da die Kommissare ihrer Tätigkeit nur als Teilzeitbeschäftigung nachgehen, könnte es bestimmte Berufe und Posten geben, die mit der Mitgliedschaft in der Kommission inkompatibel sind. Die Charta gibt dazu keine Anhaltspunkte. Es wurde die Ansicht vertreten, dass ein hohes Amt dem Kommissar eine bessere Möglichkeit gibt, seine Funktionen auszuüben, während auf dem Second Workshop on NGO Participation in the work of the African Commission (Tunis, 28. Februar bis 1. März 1992) geäußert wurde, dass insbesondere Ämter eines Diplomaten oder Innenministers mit der Beschäftigung bei der Kommission unvereinbar seien. Ein Staat kann nur ein Mitglied der Kommission zur gleichen Zeit stellen. Aus ihrer Mitte wählt die Kommission auf zwei Jahre (bei möglicher Wiederwahl) einen Vorsitzenden und einen Stellvertreter. 
Die Mitglieder werden von der Versammlung der Staats- und Regierungschefs der OAU in geheimer Wahl aus einer von den Vertragsstaaten der Charta aufgestellten Liste gewählt (Art. 33), wobei der Kommission jeweils nur ein Angehöriger desselben Staates angehören darf (Art. 32). Jeder Vertragsstaat darf höchstens zwei Kandidaten vorschlagen, die beide aus einem Mitgliedstaat der Charta stammen, aber nicht beide aus dem vorschlagenden Land (Art. 34). Die Kandidaten müssen spätestens vier Monate vor der Wahl nominiert worden sein (Art. 35 Abs. 1). Der Generalsekretär der OAU fertigt daraufhin eine Liste mit allen Kandidaten an und übermittelt diese den Staats- und Regierungschefs der Mitgliedstaaten (Art. 35 Abs. 2). Die Kommissare werden für sechs Jahre gewählt, lediglich die Amtszeit von vier bei der ersten Wahl gewählten Mitglieder läuft nach zwei Jahren, die von anderen drei Mitgliedern nach vier Jahren ab (Art. 36).
Ferner ernennt der Generalsekretär der OAU einen Sekretär der Kommission und errichtet ein Sekretariat (Art. 41 Satz 1). Die Kosten werden von der OAU übernommen (Art. 41 Satz 2). Weiterhin wählt die Kommission einen Vorsitzenden und einen Stellvertreter für zwei Jahre (Art. 42 Abs. 1). Beschlussfähig ist die Kommission bei Anwesenheit von sieben Mitgliedern (Art. 42 Abs. 3), bei Stimmengleichheit ist die Stimme des Vorsitzenden ausschlaggebend (Art. 42 Abs. 4). Der Generalsekretär der OAU darf an den Sitzungen der Kommission teilnehmen, nicht jedoch an ihren Beratungen (Art. 42 Abs. 5 Satz 1). Er hat kein Stimmrecht, kann jedoch vom Vorsitzenden um eine mündliche Stellungnahme gebeten werden (Art. 42 Abs. 5 a.E.).
In der Kommission vertreten sind die verschiedenen politischen divisions und Rechtssysteme Afrikas (Französisch, Englisch und Arabisch), ebenso wie die geographischen Regionen (Westafrika: 3 Mitglieder, Nordafrika: 3, Zentral- und Südafrika: 3 und Ostafrika: 2). Der Sitz der Kommission wurde in der Charta nicht geregelt. Daher beschloss die Kommission bei ihrem dritten Treffen vom 18. – 28. April 1988 in Libreville, Gabun, ihren Sitz in Banjul, Gambia, zu haben.
Im November 2005 waren Mitglieder:
- Salamata Sawadogo, Vorsitzende
- Yaser Sid Ahmad El-Hassan, Stellvertretender Vorsitzender
- H.E. Amb. Kamel Rezag-Bara
- Mohamed Abdellahi Ould Babana
- Sanji Mmasenono Monageng
- Musa N. Bittaye
- Angela Melo, Sonderberichterstatterin für Frauenrechte
- Bahame Tom Mukirya Nyandunga, Sonderberichterstatter für Flüchtlinge und Vertriebene
- Mumba Malila, Sonderberichterstatter für Gefängnisse und Haftbedingungen
- Reine Alapini-Gansou, Sonderberichterstatter für die Verteidiger der Menschenrechte
- Faith Pansy Tlakula, Sonderberichterstatter für Meinungsfreiheit

## Mandat
Das Mandat der Kommission wird in Artikel 45 genannt: 
1. Förderung der Menschenrechte und der Rechte der Völker (Abs. 1);
2. Schutz der Menschenrechte und der Rechte der Völker (Abs. 2);
3. Interpretation der Bestimmungen der Charta auf Anforderung einer Vertragspartei, eines Organs der OAU oder einer von der OAU anerkannten Organisation (Abs. 3);
4. Weitere Aufgaben, die durch die Versammlung der Staats- und Regierungschefs der OAU übertragen wird (Abs. 4).

Bereits die Reihenfolge der in Artikel 45 genannten Aufgaben macht die Gewichtung der Arbeit der Kommission deutlich: Vor dem Schutz der Menschenrechte und der Rechte der Völker steht ihre Förderung. Dies wird zum Teil damit zu erklären versucht, dass viele regionale Initiativen, die auf die Errichtung der Charta gedrängt haben, den Schwerpunkt auf die Förderung und nicht auf den Schutz der Menschenrechte gelegt haben. N.S. Rembe nennt es eine banale Erkenntnis, dass die Förderung der Menschenrechte dem Schutz vorangehen muss und diesen in Wirklichkeit unterstütze. Bei den Verhandlungen zur Errichtung der Kommission wurde sogar zum Teil gefordert, die Aufgabe der Kommission auf die Förderung von Menschenrechten zu beschränken
Bei dem Schutz der Menschenrechte und der Aufgabe, die Bestimmungen der Charta zu interpretieren, handelt es sich um juristische Funktionen, die die Kommission übernehmen sollte, da in der Charta zunächst keine Errichtung eines Gerichtshofes vorgesehen war. Dies machte sie dadurch zu einer quasi-juristischen Institution. Wichtig ist vor allem auch der Absatz 4: Dieser macht deutlich, dass das Mandat der Kommission nicht abschließend ist. Die Versammlung der Staats- und Regierungschefs der OAU kann die Kommission mit neuen Aufgaben, wie zum Beispiel der Ermittlung von Sachverhalten, betrauen.
Um ihre Ziele zu erreichen, ist die Kommission befugt „Dokumente zu sammeln, Untersuchungen und Studien zu afrikanischen Problemen im Bereich der Menschenrechte vorzunehmen, Seminare, Symposien und Konferenzen zu organisieren, Informationen zu verbreiten, nationale und regionale Menschenrechtsorganisationen zu unterstützen und gegebenenfalls Regierungen Einschätzungen und Ratschläge weiterzugeben.“ (Artikel 45 der Charta in nicht-offizieller Übersetzung).
Mit einem Protokoll zur Charta, das 1998 angenommen wurde und im Januar 2004 in Kraft trat, wurde ein Afrikanischer Gerichtshof für Menschenrechte und die Rechte der Völker mit Sitz in Arusha (Tansania) geschaffen. Im Juli 2004 wurde beschlossen, dass der zukünftige Gerichtshof für Menschenrechte Teil des Afrikanischen Gerichtshofs sein wird. Hier wird der Kommission die zusätzliche Aufgabe zukommen, Verfahren für die Überweisung an dieses Gericht vorzubereiten.

## Besondere Einrichtungen
Die Kommission besitzt sechs besondere Einrichtungen, durch die länderübergreifende Themenbereiche problematisiert werden:
- außergerichtliche, im Schnellverfahren durchgeführte oder willkürliche Hinrichtungen
- Meinungsfreiheit
- Verteidiger der Menschenrechte
- Gefängnisse und Haftbedingungen
- Flüchtlinge und Vertriebene
- Rechte der Frauen

Mitglieder der Kommission werden zu Berichterstattern ernannt, die Anzeichen einer Verletzung in den Mitgliedstaaten der Afrikanischen Union überwachen, untersuchen und öffentlich machen.

## Verfahren vor der Kommission
Das dritte Kapitel des zweiten Teils, Artikel 46 bis 59, regelt das Verfahren vor der Kommission.
Die afrikanische Charta sieht zwei verschiedene Beschwerdeverfahren vor: „Mitteilungen von Staaten“ (Art. 47–54) und „andere Mitteilungen“ (Art. 55–59). Dabei wird das erste Verfahren in zwei Unterverfahren aufgeteilt: das „Schlichtungsverfahren“ (§§ 87 ff der rules of procedure) und das „Beschwerdeverfahren“ (§§ 92 ff der rules of procedure). 

### Schlichtungsverfahren
Dieses Verfahren, initiiert von einem Mitgliedstaat, hat eine friedliche Beilegung der Streitigkeit zum Ziel. Dieses Verfahren findet sich auch in vielen anderen Menschenrechtskonventionen. Die Charta sieht dafür vor, dass ein Staat, der der Ansicht ist, dass ein anderer Staat eine oder mehrere Bestimmungen der Charta verletzt hat, eine ausführliche schriftliche Mitteilung an die Kommission, ebenso wie an den Generalsekretär der OAU und den Vorsitzenden der Kommission schickt und dadurch die Aufmerksamkeit auf den verletzenden Staat lenkt (Art. 47 iVm § 87 der rules of procedure). Diese Mitteilung soll die angeblich verletzten Bestimmungen der Charta benennen, ebenso wie einen umfassenden Bericht über die gerügten Handlungen (Art. 47). Innerhalb von drei Monaten nach Erhalt der Mitteilung gibt der betroffene Staat eine schriftliche Erklärung oder eine Stellungnahme zur Aufklärung der Angelegenheit ab (Art. 47). Diese soll einschlägige Informationen über bereits angewandte und anwendbare Gesetze und rules of procedure sowie über das bestrittene oder noch zur Verfügung stehende Rechtsmittel enthalten. Ist nach Ablauf von drei Monaten, nachdem der Empfängerstaat die ursprüngliche Mitteilung erhalten hat, die Anfrage noch nicht durch zweiseitige Verhandlungen oder ein anderes friedliches Verfahren zur Zufriedenheit der beiden beteiligten Staaten geklärt worden, so hat jeder Staat das Recht, die Angelegenheit durch ihren Vorsitzenden der Kommission zu übergeben und den anderen beteiligten Staat davon zu benachrichtigen (Art. 48). In diesem Falle fände das „Beschwerdeverfahren“ Anwendung.

### Beschwerdeverfahren
Es ist auch möglich, dass ein Mitgliedstaat seine Beschwerde direkt an die Kommission richtet, ohne sich zuvor um eine friedliche Streitbeilegung zu bemühen (Art. 49). Die Mitteilung muss entsprechend der für das „Schlichtungsverfahren“ eingereicht werden. Die Kommission soll sich mit der Mitteilung nur beschäftigen, wenn die in Art. 48 genannte Dreimonatsfrist verstrichen ist, das Verfahren gemäß Art. 47 eingehalten wurde und alle nationalen Rechtsmittel erschöpft wurden, es sei denn, dass diese Verfahren unverhältnismäßig lange dauern würde (§ 96 der rules of procedure und Art. 50). Gemäß § 97 der rules of procedure ist es Aufgabe der Kommission in diesem Verfahren, zu versuchen, zu einer friedlichen Beilegung des Disputs zwischen den beiden Streitparteien zu kommen. Nur wenn eine friedliche Streitbeilegung nicht erreicht werden kann, fertigt die Kommission nach Untersuchung der relevanten Informationen in geheimer Tagung einen Bericht an, der durch den Generalsekretär der OAU den beteiligten Staaten und der Versammlung der Staats- und Regierungschefs der OAU zugestellt wird (Art. 52). Diesem Bericht kann die Kommission Empfehlungen hinzufügen, die ihr nützlich erscheinen (Art. 53). Nach Vorlage dieses Berichtes befasst sich die OAU auf ihrer Generalversammlung mit der Angelegenheit.

### Andere Mitteilungen
Die afrikanische Charta sieht noch ein weiteres Verfahren für „andere Mitteilungen“ vor (Art. 55–59). Eine genaue Definition dieser Mitteilungen findet sich weder in der Charta selbst, noch in den rules of procedure. Über das Fehlen einer Definition dieses Terminus schrieb Taslim Olawale Elias:
One might legitimately wonder what is meant by „other communications“: The drafter seems to have drawn back of the difficulty of defining them. In my opinion, these are communications from physical or moral persons. Therefore, an individual, a non-governmental organisation, or even an international or national organisation may denounce before the Commission any act considered a violation of the provisions of the Charter.
Auch wenn der Term „andere Mitteilungen“ nicht explizit definiert wird, lassen die rules of procedure keinen Zweifel darüber, wer Mitteilungen einreichen kann. § 114 der rules of procedure regelt in Absatz 1 (a), dass Mitteilungen von dem Opfer einer Menschenrechtsverletzung, die ihm durch einen Mitgliedstaat zugeführt worden sind, vor die Kommission gebracht werden können, oder, wenn das Opfer dazu nicht in der Lage ist, von einem Dritten im Namen des Opfers. Absatz 1 (b) ermöglicht es Individuen oder Organisationen eine Mitteilung einzureichen, wenn Beweise für ‘ernste oder massive’ Menschen- oder Völkerrechtsverletzungen vorliegen. Die Kommission kann Mitteilungen berücksichtigen, ungeachtet des momentanen Aufenthaltsortes des Individuums oder der Organisation (§ 114 Abs. 2).
Ferner stellt der Vorsitzende der Kommission die eingereichten Mitteilungen vor jeder Sitzung kurz vor und die Kommissionsmitglieder entscheiden mit einfacher Mehrheit, welche Mitteilungen sie zu berücksichtigen gedenken (Art. 55). Dennoch dürfen nur solche Mitteilungen berücksichtigt werden, die den Bestimmungen des Art. 56 entsprechen: der Verfasser muss angegeben sein, auch wenn er um Anonymität ersucht; die Mitteilung muss mit der Charta der OAU und der Afrikanischen Charta vereinbar sein; sie darf nicht in einer verunglimpfenden oder beleidigenden Sprache verfasst sein; sie darf nicht ausschließlich auf Nachrichten aus den Massenmedien beruhen; der innerstaatliche Rechtsweg muss erschöpft sein, es sei denn dies dauerte unverhältnismäßig lange; sie muss innerhalb eines vertretbaren Zeitraums nach Erschöpfung der innerstaatlichen Rechtsweges eingereicht worden sein; und sie darf sich nicht mit Fällen befassen, die von den betroffenen Staaten bereits in Übereinstimmung mit den Prinzipien der Charta der Vereinten Nationen und dieser Charta beigelegt worden sind. § 114 der rules of procedure konkretisiert die Voraussetzungen von Art. 56 weiter.
Wenn die Kommissionsmitglieder nach einer Beratung den Eindruck haben, dass sich offensichtlich eine oder mehrere Mitteilungen auf besondere Fälle beziehen, die eine Vielzahl von Verletzungen der Menschenrechte und Rechte der Völker aufzudecken scheinen, macht die Kommission die Versammlung der Staats- und Regierungschefs der OAU auf diese aufmerksam (Art. 58 Abs. 1). Diese kann die Kommission daraufhin um eine eingehende Untersuchung dieser Fälle ersuchen (Art. 58 Abs. 2). Hat die Kommission ausreichend Notiz von einem Dringlichkeitsfall genommen, wird er dem Vorsitzenden der Versammlung der Staats- und Regierungschefs der OAU unterbreitet, der dann um eine eingehende Untersuchung bitten kann (Art. 58 Abs. 3). Art. 59 legt fest, dass alle nach diesen Bestimmungen unternommenen Schritte vertraulich behandelt werden müssen, bis die Versammlung der Staats- und Regierungschefs der OAU etwas anderes bestimmt. 

## Zusammenfassung
Insbesondere bei dem letzteren Verfahren, „andere Mitteilungen“, fällt auf, dass im Gegensatz zu anderen regionalen Menschenrechtsschutzregimen, das Individuum einen uneingeschränkten Zugang zu der Kommission hat. Weder ist eine zusätzliche Kompetenz erforderlich, noch die Unterzeichnung eines Zusatzprotokolls. Allerdings muss die beschränkte Kompetenz der Kommission dagegen gehalten werden. Ferner fehlt für die Durchsetzung der in der Charta verbürgten Rechte ein Menschenrechtsgerichtshof, wie er in anderen Regimen vorgesehen ist. Die Weiterleitung der Mitteilungen über die Verletzungen an die OAU ist auch kein Garant für einen wirksamen Schutz: so erhielt die Kommission zum Beispiel 1991 zahlreiche Mitteilungen über anhaltende und massive Verletzungen von Menschenrechten in Ruanda und im Sudan, die sie an die Versammlung der Staats- und Regierungschefs der OAU weiterleitete, ohne dass diese rechtliche Schritte eingeleitet hätte. Ein weiteres Problem bei der Arbeit der Kommission ist, nach Ansicht von C.E. Welch, Jr., der in Afrika weit verbreitete Antagonismus gegenüber gouvernmentalen Institutionen, sogar solchen gegenüber, die potentiell in der Lage sind, die Lebensbedingungen zu verbessern. Dies erkläre auch die bis Ende 1990 sehr geringe Anzahl von Mitteilungen (ca. 100). Nach Rachel Murray muss die Kommission ihre Beratungen von Individualbeschwerden („anderen Mitteilungen“) verstärkt der öffentlichen Überwachung zugänglich machen, um sicherzustellen, dass afrikanische Staaten, die ihre Verpflichtungen unter der Charta verletzen, von den afrikanischen Menschen und von der afrikanischen und internationalen Gemeinschaft verurteilt werden.